# 난센 난민상
난센 난민상은 난민, 국내 실향민, 무국적자 등 유엔난민기구 보호대상자의 구호에 기여한 인도주의 단체나 활동가에게  1954년부터 매년 수여되는 상이다.

## 개요
유엔난민기구 고등판무관, 노르웨이 정부 지명 대표, 스위스 정부 지명 대표 유럽평의회장, 국제자원봉사기구위원회(ICVA)로 구성된 선정위원회는 1955년부터 매년 6월 20일, 난민의 날 제네바에 위치한 국제연합 유럽본부 (Palais des Nations)에서 난센상을 수여하고 있다.

## 역대 수상자
| 연도   | 수상자                                                          | 수상 사유 |
| ------ | --------------------------------------------------------------- | --- |
| 1954년 | 엘리너 루즈 벨트                                                | 유엔인권위원회(UN Human Rights Commission)의 초대의장이자 미국 루즈벨트 대통령의 부인 |
| 1965년 | 루시 쳄벌리                                                     | |
| 1972년 | 프리드릭                                                        | |
|        | 줄리어스 니에레레(Julius Nyerere) 탄자니아 대통령               | |
|        | 국제장애인협회                                                  | |
|        | 유엔국제연합봉사단                                              | |
|        | 후안 카를로스 1세 스페인 국왕                                   | |
| 1978년 | 그라사 마솀                                                     | |
| 1979년 | 발레리 지스카르데스탱 전 프랑스대통령                           | |
| 1983년 | 줄리어스 니에레레 탄자니아 대통령                               | |
| 1991년 | 리버티나 아마틸라                                               | |
| 1993년 | 국경없는 의사회                                                 | |
| 1995년 | 그레이카 메이클                                                 | |
| 2001년 | 루치아노 파바로티 테너                                          | 파키스탄, 아프간의 처지에 대한 최근 노력 |
| 2002년 | Tampa 컨테이너선의 선장, 승무원과 소유자                        | |
| 2003년 | 루드 루버스                                                     | 북동부 케냐와 소말리아 소말리아 사역 |
| 2004년 | 러시아 기념 인권 센터                                           | |
| 2005년 | 크리스 클락 레바논 광산                                         | |
| 2006년 | 가나이 아키오 검안사이자 주식회사 후지안경 회장인 가나이 아키오 | 20년간 이상 전세계의 10만명이상의 난민과 피난민들에게 시력검사를 해주고 안경을 제공함으로써 이들의 생활의 질을 높이는데 기여」한 점을 들면서 「인도적 지원활동에 대한 실제적 헌신 및 시력개선이라는 형태로 난민들의 어려움을 덜어준」데 대해 그 공로를 높이 평가                                                                |
| 2009년 | 고 에드워드 케네디 전 미국 상원의원                             | 미국 의회 역사상 최초로 탈북자 관련 청문회를 열어 북한의 인권 문제를 부각시키는 등 세계 박해의 위험에 처하거나 삶의 터전을 잃은 이들의 목소리이자 희망이었습니다. 난민 구제와 관련해 그 어떤 정책입안자와도 비교할 수 없는 핵심적인 역할                                                                                        |
| 2012년 | 하와.A.모하메드                                                 | |
| 2013년 | 안젤리크 나마이카 수녀                                          | 콩고민주공화국의 북동부 외딴지역에서 ‘신의 저항군(LRA: The Lord’s Resistance Army)’으로부터 강간과 잔혹한 학대에 희생양이 된 수백 명의 피해 여성들을 헌신적으로 돌봐왔다. 재통합 발전센터(CRAD)를 설립해 강제적으로 집 밖으로 내몰린 뒤, LRA 반군 폭력의 피해자로 전락한 약 2,000명의 여성과 여자 어린이들의 삶을 변화시켜 왔다 |
| 2014년 | 버터플라이즈(Butterflies)                                       | 강제이주와 성적 학대 피해자들을 헌신적으로 도와온 콜롬비아 여성인권단체인 '미래를 만들어가는 새로운 날개를 가진 나비들 '라는 공식 명칭을 버터플라이즈가 태평양 해안도시인 부에나벤투라에 그 기반을 두고 있으며 그동안 1000여명의 여성과 그 가족들을 도왔다                                                                      |